# Marco Aurélio Mello Reis
Marco Aurélio Mello Reis (Niterói, 23 de setembro de 1938 – Niterói, 11 de setembro de 2024) foi um escritor, poeta e médico brasileiro.

## Biografia
Nascido em Niterói, em 1938, Marco Aurélio Mello Reis era o primogênito de 10 filhos. Estudou no Liceu Nilo Peçanha, também em Niterói. 
Em 1975, publica "Procura da poesia", livro que recebeu elogios de escritores como Carlos Drummond de Andrade, Alceu Amoroso Lima e Odylo Costa Filho. 
Em 1977, concluiu a graduação em Medicina pela Universidade Nacional, atual Universidade Federal do Rio de Janeiro.
Em 1978, publicou pela editora da UERJ uma importante edição crítica da poesia completa de Alberto de Oliveira, até hoje referenciada. Além disso, é autor de uma biografia de Dom Marcos Barbosa.
Faleceu em setembro de 2024, de causas naturais.

## Obras
Publicou livros de poesia, bem como trabalhos críticos acerca de Alberto de Oliveira. Além disso, é autor de uma biografia de Dom Marcos Barbosa.

### Poesia
- Procura da poesia (1975)
- Monção Lírica (1987)
- Uma viagem (1988)
- O monge do dedo verde (1995)
- Poemas infantis (1997)
- Antologia poética (1998)
- Poemas reunidos (2013)

### Biografias
- REIS, Marco Aurélio Mello. Dom Marcos Barbosa o Monge e o Escritor. Rio de Janeiro: Quartet, 1996.

### Obra crítica
- REIS, Marco Aurélio Mello. Leitura de Alberto de Oliveira. in: OLIVEIRA, Alberto de. Poesias completas (ed. crítica de Marco Aurélio Mello Reis). Rio de Janeiro: Editora UERJ, 1978.